# Inel ordonat

Numerele reale formează un inel ordonat care este și un. Numerele întregi, o submulțime a numerelor reale, formează un inel ordonat care însă nu este și un corp ordonat.

În algebra abstractă un inel ordonat este un inel R (de obicei comutativ) cu o relație de ordine totală ≤ astfel încât pentru toate a, b și c din R:
- dacă a ≤ b atunci a + c ≤ b + c.
- dacă 0 ≤ a și 0 ≤ b atunci 0 ≤ ab.

## Exemple
Inelele ordonate sunt familiare din aritmetică. Câteva exemple sunt numerele întregi, numerele raționale și numerele reale.  (Numerele raționale și cele reale formează de fapt corpuri ordonate.) În schimb, numerele complexe nu formează un inel sau un corp ordonat, deoarece nu există o relație de ordine inerentă între elementele 1 și i.

## Elemente pozitive
Prin analogie cu numerele reale, despre un element c dintr-un inel ordonat R se spune că este pozitiv dacă 0 < c și negativ dacă c < 0. 0 nu este considerat nici pozitiv, nici negativ.
Mulțimea elementelor pozitive ale unui inel ordonat R este adesea notată cu R+. O notație alternativă, favorizată în unele discipline, este folosirea notațiilor R+ pentru mulțimea de elemente nenegative și R++ pentru mulțimea elementelor pozitive.

## Modul
Dacă {\displaystyle a} este un element al unui inel ordonat R, atunci modulul lui {\displaystyle a}, notat cu {\displaystyle |a|}, este definit astfel:
{\displaystyle |a|:={\begin{cases}a,&{\mbox{daca }}\ 0\leq a,\\-a,&{\mbox{altfel}}\end{cases}}}
unde {\displaystyle -a} este elementul opus al lui {\displaystyle a} iar 0 is the elementul neutru față de adunare.

## Inel ordonat discret
Un inel ordonat discret este un inel ordonat în care nu există niciun element între 0 și 1. Numerele întregi formează un inel ordonat discret, dar numerele raționale nu.

## Proprietăți fundamentale
Pentru toate a, b și c din R:
- Dacă a ≤ b și 0 ≤ c, atunci ac ≤ bc.[3] Această proprietate este uneori folosită pentru a defini inele ordonate în loc de a doua proprietate din definiția de mai sus.
- |ab| = |a| |b|.[4]
- Un inel ordonat care nu este trivial este infinit.[5]
- Exact una dintre următoarele propoziții este adevărată: a este pozitiv, −a este pozitiv sau a = 0.[6] Această proprietate rezultă din faptul că inelele ordonate sunt grupuri abeliene total ordonate în raport cu adunarea.
- Într-un inel ordonat, niciun element negativ nu este un pătrat:[7] În primul rând, 0 este pătrat. Acum, dacă a ≠ 0 și a = b2, atunci b ≠ 0 și a = (−b)2; deoarece fie b fie −b este pozitiv, a trebuie să fie nenegativ.